# Pantalla de projecció

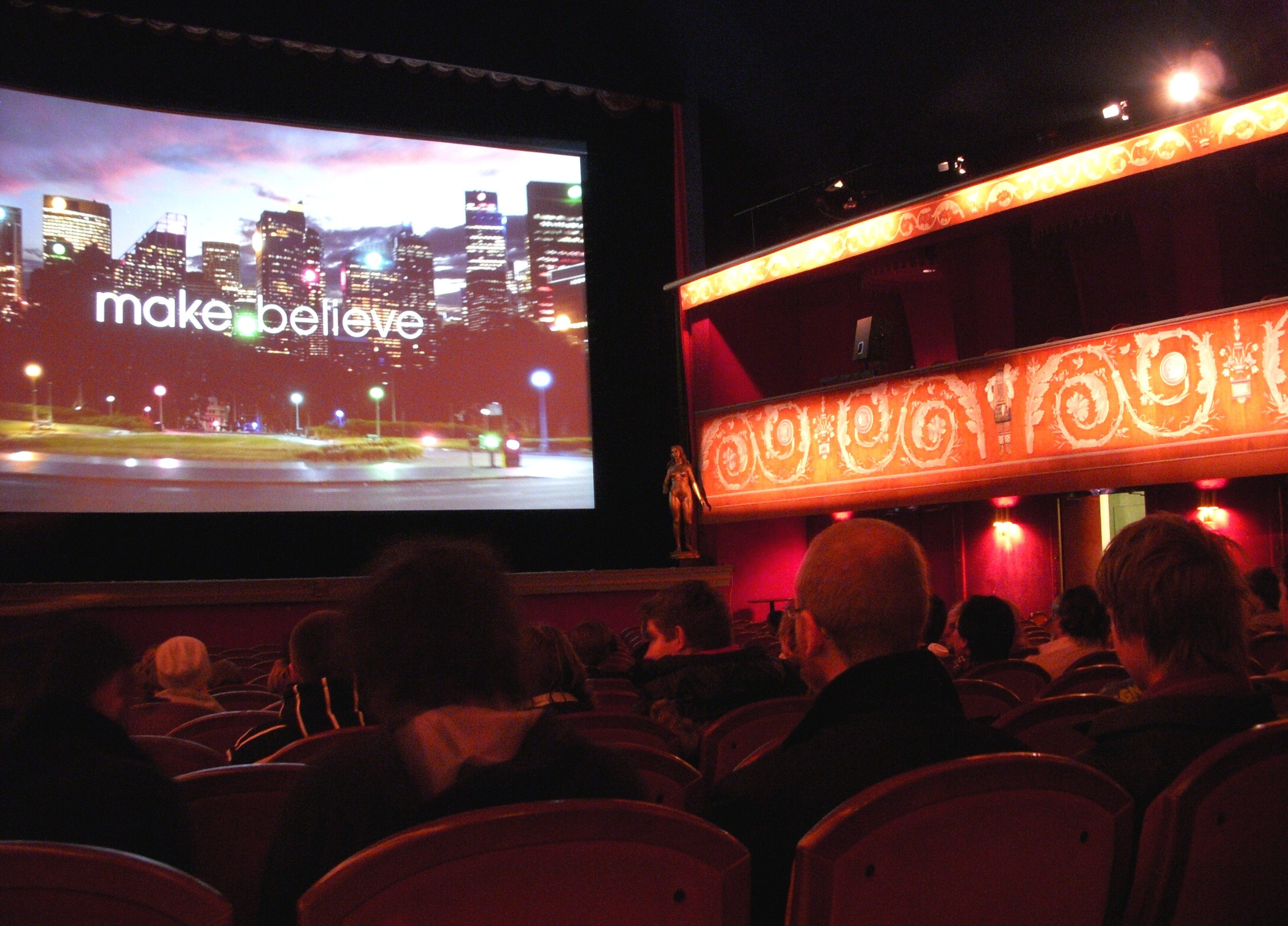
Pantalla del Teatre Skandia a Estocolm

Una pantalla de projecció és una instal·lació composta d'una superfície llisa per mostrar el resultat de la projecció d'una imatge per a una audiència. La pantalla pot ser una instal·lació permanent, com en un cinema, una paret pintada de blanc o, per exemple desenrotllable des del sostre de la sala. També hi ha una pantalles mòbils que es poden transportar d'un lloc a un altre. La projecció normalment es fa des de la part davantera, però les pantalles es poden dissenyar de tela transparent per a la projecció des de la part posterior. S'usen gairebé exclusivament els colors blanc i gris en les teles amb la finalitat d'evitar la decoloració de la imatge. Les pantalles poden ser completament planes o corbes per adequar-se a l'òptica dels projectors. El Tension Tab és un additament que s'afegeix a la part posterior d'una pantalla enrotllable perquè s'estengui automàticament en totes les direccions i, per tant, quedi totalment llisa un cop desenrotllada.